# HNK Gorica
Hrvatski Nogometni Klub Gorica (em português:  Futebol Clube Croata Gorica), vulgarmente designado por HNK Gorica ou simplesmente Gorica, é um clube de futebol croata sediado na cidade de Velika Gorica, localizada a sul da capital do país, Zagreb. Disputa atualmente a primeira divisão do campeonato croata de futebol. Manda seus jogos em casa no estádio Gradski Velika Gorica, que tem capacidade para 8.000 pessoas. Ganhou o título da segunda divisão croata de 2010-2011 e inicialmente foi promovido à Primeira Liga de Futebol da Croácia, mas sua licença foi revogada. O clube se considera a continuação espiritual do ex-membro da Prva HNL NK Radnik, que faliu e foi dissolvido em 2009. Porém, legalmente o HNK Gorica é um clube distinto e separado e não tem direito a reclamar a história do antigo NK Radnik.

## História
Há uma longa tradição de futebol em Velika Gorica e na região de Turopolje. Os primeiros clubes organizados foram fundados durante a década de 1930, mas o clube de futebol mais proeminente, o NK Radnik, foi fundado em 1945, logo após o fim da Segunda Guerra Mundial.
O Radnik teve relativo sucesso durante o período da Iugoslávia. Seus resultados mais expressivos vieram após o nascimento da Croácia livre. Com um estádio recém-construído para a Universíada de Verão de 1987, o Radnik foi o primeiro campeão da segunda divisão do futebol croata. Ao fazê-lo, foi promovido para a primeira divisão do campeonato local. O Radnik a disputou por duas temporadas, 1992-93 e 1993-94 . Depois de ser rebaixado, o Radnik começou uma queda livre, obtendo resultados medíocres que resultaram em ter que jogar no quarto escalão do futebol da liga croata por quatro temporadas (de 2002 a 2006).
No ano de 2009, o Radnik estava em sérias dificuldades financeiras e a única solução para preservar o time de futebol mais famoso de Velika Gorica foi a fusão com um dos clubes de futebol local mais estável financeiramente. O parceiro perfeito foi encontrado no NK Polet, do vilarejo vizinho de Buševec. O NK Polet tinha uma longa tradição futebolística e era um membro competitivo da Treća HNL . No verão de 2009, a fusão entre o Radnik e o Polet foi acordada e o HNK Gorica foi fundado. A declarada missão primordial do clube era conquistar o título da liga e chegar à Segunda Liga de Futebol Croata após vários anos de ausência. O objetivo foi alcançado logo na primeira temporada: Gorica venceu a Treća HNL West e conseguiu a promoção para o Druga HNL para a temporada 2010-2011 .
Antes da temporada 2010-2011, afirmava-se que as ambições do clube não eram altas e que todos ficariam satisfeitos com o resultado na primeira metade da tabela. Mas com o desenrolar da temporada, o Gorica provou ser o melhor clube de sua liga, o que culminou na conquista do título com duas rodadas de antecedência. Como campeão da 2.HNL, o Gorica conquistou uma vaga na primeira divisão da Croácia, que poteriormente foi negada após sua licença de nível superior ser negada.
O Gorica venceu a Segunda Liga Croata de Futebol 2017-18, após a qual foi finalmente teve concedida a licença para jogar no nível superior após muitos anos de recusa. Sua estreia na liga (como HNK Gorica) na temporada 2018-19 foi uma das coisas mais surpreendentes e impressionantes da liga, terminando em 5º ao final da metade da temporada e batendo os gigantes da liga como Hajduk Split, Osijek e Rijeka . Muitos jogadores estrangeiros contratados foram comprados de graça antes da temporada, o que resultou em contratações notáveis, mais notavelmente Iyayi Atiemwen, que ficou em terceiro lugar no ranking de Jogadores do ano da Prva HNL em 2018 e Łukasz Zwoliński, que marcou 8 gols em 16 jogos.

## Plantel
Nota: Bandeiras indicam equipe nacional, conforme definido pelas regras de elegibilidade da FIFA. Os jogadores podem ter mais de uma nacionalidade não-FIFA.
| N.º |                      | Posição | Jogador                         |
| --- | -------------------- | ------- | ------------------------------- |
| 1   | Croácia              | G       | Kristijan Kahlina               |
| 2   | Nigéria              | D       | Musa Muhammed                   |
| 3   | Bósnia e Herzegovina | D       | Aleksandar Jovičić              |
| 4   | Nigéria              | D       | Godfrey Oboabona                |
| 5   | Croácia              | D       | Igor Čagalj (Capitão)           |
| 6   | Polónia              | M       | Michał Masłowski                |
| 7   | Roménia              | M       | Ronaldo Deaconu                 |
| 8   | Países Baixos        | M       | Joey Suk                        |
| 9   | Polónia              | A       | Łukasz Zwoliński                |
| 10  | Croácia              | A       | Matija Dvorneković (3º Capitão) |
| 11  | Países Baixos        | A       | Justin Mathieu                  |
| 12  | Croácia              | G       | Marko Veriga                    |
| 14  | Croácia              | M       | Martin Maloča                   |

| N.º |                      | Posição | Jogador                                     |
| --- | -------------------- | ------- | ------------------------------------------- |
| 15  | Sérvia               | D       | Nemanja Ljubisavljević                      |
| 18  | Croácia              | A       | Martin Šroler                               |
| 19  | Croácia              | D       | Marijan Čabraja                             |
| 21  | Uganda               | M       | Farouk Miya                                 |
| 22  | Geórgia              | D       | Giorgi Mchedlishvili                        |
| 25  | Croácia              | D       | Krešimir Krizmanić                          |
| 30  | Bósnia e Herzegovina | M       | Mario Marina (2º Capitão)                   |
| 32  | Croácia              | G       | Ivan Čović                                  |
| 33  | Croácia              | D       | Matija Špičić (4º Capitão)                  |
| 40  | Gana                 | M       | Ramzy Yussif (emprestado do Accra Lions FC) |
| 44  | Croácia              | M       | Kristijan Lovrić                            |
| 45  | Gana                 | D       | Nasiru Moro (emprestado do Accra Lions FC)  |
| 99  | Senegal              | A       | Cherif Ndiaye                               |

### Emprestados
Nota: Bandeiras indicam equipe nacional, conforme definido pelas regras de elegibilidade da FIFA. Os jogadores podem ter mais de uma nacionalidade não-FIFA.
| N.º |         | Posição | Jogador                                           |
| --- | ------- | ------- | ------------------------------------------------- |
| 7   | Croácia | M       | Dinko Matošević para o NK Hrvatski Dragovoljac () |
| 17  | Croácia | M       | Adrian Zenko para o NK Sesvete ()                 |

## Categorias de base
Nota: Bandeiras indicam equipe nacional, conforme definido pelas regras de elegibilidade da FIFA. Os jogadores podem ter mais de uma nacionalidade não-FIFA.
| N.º |         | Posição | Jogador            |
| --- | ------- | ------- | ------------------ |
|     | Croácia | G       | Jan Paolo Debijađi |
|     | Croácia | M       | Ivano Čepo         |

| N.º |         | Posição | Jogador        |
| --- | ------- | ------- | -------------- |
|     | Croácia | A       | Antonio Bakula |

## Comissão técnica
| Cargo                 | Funcionários         |
| --------------------- | -------------------- |
| Treinador             | Valdas Dambrauskas   |
| Assistente técnico    | Saša Sabljak         |
| Treinador de goleiros | Siniša Klafurić      |
| Preparador físico     | Martin Ivančić       |
| Fisioterapeuta        | Goran Iličić         |
| Fisioterapeuta        | Domagoj Prnjak       |
| Diretor esportivo     | Mindaugas Nikoličius |
| Diretor técnico       | Darko Blažinčić      |

## Honrarias
Títulos:
- 2.HNL (2): 2010–11, 2017–18
- 3.HNL - Oeste (1): 2009-10

## Últimas temporadas
| Temporada | Liga    | Liga | Liga | Liga | Liga | Liga | Liga | Liga | Liga | Copa da Croácia | Artilheiross                    | Artilheiross |
| Temporada | Divisão | J    | V    | E    | D    | GP   | GC   | Pts  | Pos  | Copa da Croácia | Jogador                         | Gols         |
| --------- | ------- | ---- | ---- | ---- | ---- | ---- | ---- | ---- | ---- | --------------- | ------------------------------- | ------------ |
| 2009–10   | 3 HNL   | 34   | 25   | 4    | 5    | 63   | 20   | 79   | 1º ↑ |                 | Igor Hajduk                     | 20           |
| 2010–11   | 2 HNL   | 30   | 20   | 4    | 6    | 54   | 21   | 64   | 1º   |                 | Boris Bajto                     | 11           |
| 2011–12   | 2 HNL   | 28   | 10   | 10   | 8    | 27   | 24   | 40   | 7º   |                 | Tomislav Pek                    | 6            |
| 2012–13   | 2 HNL   | 30   | 10   | 10   | 10   | 40   | 35   | 40   | 10º  | R2              | Domagoj Abramović               | 12           |
| 2013–14   | 2 HNL   | 33   | 13   | 6    | 14   | 32   | 33   | 45   | 7º   | R1              | Ivan Antolek, Robert Peričić    | 5            |
| 2014–15   | 2 HNL   | 30   | 13   | 12   | 5    | 46   | 26   | 51   | 3º   |                 | Tomislav Kiš                    | 12           |
| 2015–16   | 2 HNL   | 33   | 13   | 8    | 12   | 40   | 40   | 47   | 4ª   | R1              | Benjamin Tatar                  | 7            |
| 2016–17   | 2 HNL   | 33   | 15   | 12   | 6    | 53   | 31   | 57   | 2º   | PR              | Benjamin Tatar                  | 13           |
| 2017–18   | 2 HNL   | 33   | 18   | 8    | 7    | 44   | 29   | 62   | 1º ↑ | R2              | Henrik Ojamaa, Victoraș Astafei | 6            |
| 2018–19   | 1 HNL   | 36   | 17   | 8    | 11   | 57   | 46   | 59   | 5º   | -               | Łukasz Zwoliński                | 14           |